# Menefeeceratops
Menefeeceratops sealeyi is een plantenetende ornitischische dinosauriër, behorende tot de Ceratopia, die tijdens het late Krijt leefde in het gebied van het huidige Noord-Amerika.

## Vondst en naamgeving
In 1997 beschreef Thomas Williamson een skelet van een ceratopide dat in 1996 door Paul Sealey in het San Juan-bassin van New Mexico gevonden was, in Sandoval County. Hij begreep al dat het een centrosaurine betrof. De beenderen waren begin 1997 vrij oppervlakkig geprepareerd. Twintig jaar later werd het fossiel verder geprepareerd, waaronder de praemaxilla, een wandbeen en de wenkbrauwhoorn, en bleek een nog  onbekende soort te vertegenwoordigen.
In 2021 werd de typesoort Menefeeceratops sealeyi benoemd en beschreven door Sebastian G. Dalman, Spencer George Lucas, Steven E. Jasinski, Asher J. Lichtig en Peter Dodson. De geslachtsnaam verbindt een verwijzing naar de Menefeeformatie met een Oudgrieks keras, "hoorn", en oops, "gezicht", een gebruikelijk achtervoegsel in de namen van de Ceratopia. De soortaanduiding eert Sealey als ontdekker. De Life Science Identifier van het geslacht is: 7D2D366D-8A05-4DBB-8FDA-6E503612F4C3 en van de soort 18F6F8B0-3DF1-491A-B1F1-279C8D964A6C.
Het holotype, NMMNH P-25052, is gevonden in een laag moddergesteente van de Allisonafzetting van de Menefeeformatie die dateert uit het vroege Campanien, ruim tachtig miljoen jaar oud, maximaal 83,5 miljoen jaar. Het bestaat uit een gedeeltelijk skelet met schedel. Bewaard zijn gebleven: de linkerpraemaxilla, de linkerwenkbrauwhoorn, een stuk linkerwandbeen, beide squamosa, het linkerjukbeen, het predentarium, het dentarium van de linkeronderkaak, twee vergroeide halswervels (wellicht de vijfde en zesde), acht ruggenwervels, zes sacrale wervels, elf ribben, het linkerspaakbeen, uiteinden van de linkerellepijp, het linkerdarmbeen, het linkerdijbeen, het onderste uiteinde van het linkerkuitbeen en een tweede linkermiddenvoetsbeen. Wat Williamson beschreef als een voorhoofdsbeen met hersenpan bleek een stuk van de basis van de linkerwenkbrauwhoorn te zijn. De beenderen lagen slechts gedeeltelijk in anatomisch verband; de meesten waren verspreid over een oppervlakte van dertien vierkante meter. Het betreft een volwassen exemplaar. Ze maken deel uit van de collectie van het New Mexico Museum of Natural History and Science.

## Beschrijving

### Grootte en onderscheidende kenmerken

Menefeeceratops in grootte vergeleken met een mens

De lengte van Menefeeceratops werd geschat op tussen de 3,9 en 4,4 meter.
Verschillende onderscheidende kenmerken werden vastgesteld. Het betreft twaalf autapomorfieën, unieke afgeleide eigenschappen. De achterste buitenrand van het wandbeen mist epiparietalia, aangegroeide verbeende uitsteeksels, net als bij Machairoceratops. Het squamosum draagt bases voor drie episquamosalia, uitsteeksels op de schildrand; deze werden onderscheiden van de osteodermen zelf. De bases voor de episquamosalia zijn langwerpig en laag. Op de S1-positie van het squamosum bevinden zich drie kleinere golvingen van de rand. Er bevinden zich twee inhammen op de rand van het squamosum die niet door episquamosalia bezet is; hoewel beide min of meer even groot zijn, is de bovenste, tussen de S1 en S2-posities, toch duidelijk groter dan de onderste tussen de S2 en S3-posities. Er bevinden zich drie richels op de buitenste bovenzijde van het squamosum die schuin van voren naar beneden iets uiteenlopen waarbij de tweede en derde richel weinig opvallend zijn. De hoofdrichel op het squamosum buigt van de voorste binnenrand naar het derde episquamosale, de S3 en eindigt op ongeveer vijfenveertig millimeter daarvan verwijderd. Het achterdeel van het squamosum is langer dan het voorste deel, gedefinieerd door de beennaden met het quadratum en het exoccipitale. Het binnendeel van het squamosum draagt een ondiepe maar duidelijke groeve die vrijwel evenwijdig loopt aan de onderste buitenrand en achterrand. De richel onder de groeve houdt geen constante afstand met de rand aan maar scheidt een gladde bolle sector van een bolle ruwe zone erboven en eronder. De wenkbrauwhoorns zijn langwerpig en aan het voorste uiteinde naar voren gebogen. De buitenwand van het dentarium toont twee langwerpige richels, de bovenste sterk bol en opstaand, de onderste laag en onopvallend, die naar voren uit elkaar lopen, vooraan een opvallende driehoekige uitholling vormend.

### Skelet
De praemaxilla laat zien dat het neusgat minder rond was dan bij Nasutoceratops. De wenkbrauwhoorn is aan de basis naar voren gekromd en de punt lijkt naar beneden te buigen. De punt heeft een ronde doorsnede met de buitenzijde meer afgerond en de binnenzijde platter. De hoorn schijnt de resten van een holte te tonen. De wenkbrauwhoorns zijn vermoedelijk niet al te lang en eindigen boven het neusgat. Het jukbeen is hoog en vormt de onderrand van de boven de korte snuit uitkijkende oogkas.
Het nekschild draagt geen lange hoorns. Het is vrij kort en staat tamelijk recht naar achteren uit. Het wandbeen heeft een halfronde achterkant, zonder ronde inkeping aan de binnenrand. Het is niet mogelijk vast te stellen wat de vorm van de fenestra was en of die opening überhaupt wel aanwezig was. Het wandbeen is plat. De achterrand van het wandbeen kan drie centrale epiparietalia gedragen hebben, hoewel die op zich niet bewaard zijn. Ook kan niet vastgesteld worden of er epiparietalia op de zijrand aanwezig waren. Die ontbreken bij Machairoceratops.
Het bijna complete linkersquamosum is 385 millimeter lang en zesentwintig centimeter breed. Het raakvlak met het wandbeen toont de beroemde "trede" die kenmerkend is voor centrosaurinen. Die wordt vooroorzaakt doordat het gedeelte aan de buitenzijde van de fenestra supratemporalis verder naar achteren uitsteekt dan het stuk aan de binnenzijde. Het element vormt een driehoekige platte plaat met op de rand drie posities voor episquamosalia. Die zijn van voor naar achter negen, negen en zevenenhalve centimeter lang. De uitstulpingen zijn langwerpig en laag en voor de osteodermen die ze droegen werd hetzelfde aangenomen. Ze worden gescheiden door twee inkepingen, de achterste vijfenvijftig millimeter breed, de voorste drieëntwintig millimeter. Dit verschil in grootte is uitzonderlijk: Coronosaurus en Centrosaurus tonen ook een verschil maar bij deze is het veel kleiner. Bij de achterste positie, de S1, zijn er drie kleinere golvingen. Ze werden niet als afzonderlijke episquamosalia aangemerkt omdat ze zoveel kleiner zijn en anders van bouw. Deze secundaire golvingen zijn compact en ruw. Evenwijdig aan het raakvlak met het wandbeen loopt een rechte, tien centimeter lange groeve. De bovennzijde van de plaat heeft een opvallende richel langs de hele proximale zijde lopen, dus richting voorkant schedel. Die werd in de beschrijving beschouwd als de hoofdrichel. Deze richel is het hoogst aan de voorzijde. Hij loopt af naar de buitenzijde, evenwijdig aan de rand die de achterkant vormt van de inham tussen het nekschild en het jukbeen, de jugal notch. Hij eindigt op vierenhalve centimeter van de S3.
Een van de wervels toont een geheelde breuk in de onderzijde van het wervellichaam.

## Fylogenie
Menefeeceratops werd in 2021 in de Centrosaurinae geplaatst, in een basale positie, als een mogelijk nauwe verwant van Crittendenceratops krzyzanowskii. Dat maakt Menefeeceratops tot de mogelijkerwijs oudste bekende centrosaurine. Hij zou dan een aanwijzing zijn dat de Centrosaurinae in het zuiden van Laramidia geëvolueerd zijn en zich pas later naar het noorden verbreid hebben.